# Глибоцький парк
Глибо́цький парк — парк-пам'ятка садово-паркового мистецтва місцевого значення в Україні. Об'єкт природно-заповідного фонду Чернівецької області. 
Розташований на північ від центральної частини смт Глибока Чернівецької області, на вул. Шевченка, 14. 
Площа 6 га. Статус присвоєно згідно з рішенням облвиконкому від 30.05.1979 року № 198. Перебуває у віданні: Глибоцька районна комунальна лікарня. 
Статус присвоєно для збереження парку, заснованого 1890 року при маєтку Скібневських. Тут зростає 35 видів і форм дерев та чагарників (ялиці, кипариси, магнолії тощо).